# Queen's Quarterly
Queen's Quarterly es una revista literaria trimestral canadiense y una revista académica revisada por pares de estudios culturales. Fue fundada en 1893.Algunos de los principales fundadores de la revista incluyen a Sandford Fleming, John Watson y George Monro Grant. Todos los fundadores eran de la Queen's University en Kingston, Ontario. Al principio, los colaboradores se elegían principalmente entre el profesorado de la Reina, pero en 1928 se abrió a colaboradores nacionales e incluso internacionales. La revista publica cuatro números al año y publica ficción, poesía, ensayos y reseñas.